# دنکارت

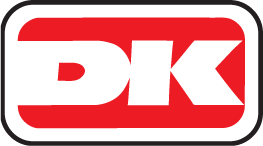
نمایی از لگوی دنکارت (Dankort)

Dankort (به دانمارکی: Dankort) کارت نقدی ملی در دانمارک است. امروزه به دو شکل ویزا کارت و مسترکارت موجود است، اما به صورت معمول با ویزا کارت همراه است و به‌عنوان کارت اعتباری در خارج از کشور عمل می‌کند.

## تاریخچه
اولین Dankort توسط Pengeinstitutternes Købe- og Kreditkort در سپتامبر ۱۹۸۳ صادر شد. در سال ۲۰۰۱، Dankort A / S تأسیس شد و در ژانویه ۲۰۰۱ حقوق آن را به دنکارت به ثبت رساند.
در سال ۲۰۰۴ فن آوری Dankort از یک نوار کارت مغناطیسی به یک کارت ترکیبی با نوار مغناطیسی و کارت هوشمند ارتقا یافت. این امر موجب بهبود امنیت در ساختن کارت شد و همچنین اضافه کردن محل بیشتری برای اطلاعات اضافی در کارت شد. با این حال، اطلاعات دارنده کارت‌ها از روی کارت حذف شدند تا محل را برای قرارگیری تراشه باز کند (که قبلاً با اطلاعات زیادی همراه بود، همراه با آرم‌های Dankort, Visa و غیره)، این موضوع باعث آن شد تا دیگر تاجرها قادر به فهمیدن و گرفتن عکس از اطلاعات شناسایی دارنده کارت نباشند.
در آغاز سال ۲۰۰۵ بانک‌های‌ دانمارکی با هزینه ۵۰ اوره (Øre) در هر معامله برای استفاده از این کارت، کارت Dankort را معرفی کردند. این هزینه‌ها باعث شکل‌گیری سوالاتی توسط سیاستمداران، بازرگانان و دارندگان کارت دانمارک شد. بعد از آن قانون تغییر یافت، مبلغ هر تراکنش را به یک پرداخت سالانه ثابت که باید توسط بازرگان پرداخت شود، مبلغی بسته به تعداد معاملات (۴٬۹۹۹ یا کمتر؛ ۵٬۰۰۰ – ۱۹٬۹۹۹؛ ۲۰٬۰۰۰+) تبدیل کرد. شرایط ورود بعدی، بعدها وارد سیستم شدند و امکان تمایز بیشتر بین بازرگانان فراهم می‌شود. قانون دانمارک در ژوئیه ۲۰۰۵ به‌طور قابل توجهی تغییر یافت و مبلغ پرداختی برای هر معامله پرداخت شده توسط بازرگانان، (بسته به تعداد معاملات) به مبلغ سالانه ثابت تبدیل شد. بازرگانان مجاز نیستند این هزینهٔ پرداخت را به خریداری که با یک دنکارت خرید کرده، تحمیل کنند.
قانون دانمارک بین انواع کارت‌های نقدی و کارتهای اعتباری تمایز قائل است. حداکثر نرخ شارژ به شرح زیر است:
| نوع کارت                                                                          | هزینه پرداخت شده توسط فروشگاه | حداکثر هزینه‌ای که مصرف‌کننده ممکن است توسط یک بازرگان فیزیکی هزینه کند |
| --------------------------------------------------------------------------------- | ----------------------------- | --------------------------------------------------------------------- |
| کارت‌های بدهی با برند دانمارکی بدون تراشه (به‌عنوان مثال Forbrugsforningen)         | مجانی                         | مجانی                                                                 |
|                                                                                   | هزینه سالانه                  | مجانی                                                                 |
| کارت‌های اعتباری برند دانمارکی با تراشه                                            | هزینه سالانه                  | مجانی                                                                 |
| کارت‌های نقدی با نام تجاری خارجی صادر کرد (به‌عنوان مثال مستر یا ویزا الکترونی)     | ۰٫۳٪ (حداکثر ۴ کرون)          | مجانی                                                                 |
| کارت‌های اعتباری با نام تجاری دانمارک صادر کرد (به‌عنوان مثال Eurocard یا مسترکارت) | ۰٫۷۵٪                         | مجانی                                                                 |
| کارت‌های نقدی/ اعتباری صادر شده خارجی                                              | ۳٫۷۵٪                         | بیشتر از مبلغی که به بازرگان تعلق می‌گیرد نیست                         |

 با توجه به هزینه‌های بالاتر که توسط بانک‌ها برای استفاده از کارت‌های صادر شده غیر دانمارکی است (که شامل هزینه‌های تبادل شبکه کارت‌های خارجی به علاوه هزینه‌های خود در اختیار بانک‌های دانمارکی است)، بسیاری از بازرگانان دانمارکی فقط کارت‌های اعتباری Dankort و صادر شده توسط دانمارک را می‌پذیرند، اما کارت‌های خارجی را نمی‌پذیرند. ممکن است برخی از تجار حتی کارت با مارک‌های خارجی (مانند ویزا، مستر کارت و …) را قبول نکنند، زیرا این کارت‌ها حتی اگر صادر شده توسط دانمارک باشند، توسط بازرگانان به عنوان کارت‌های خارجی شناخته می‌شوند.
کارت‌های Dankort-Visa با نام تجاری مشترک در دانمارک بسیار متداول هستند و هزینه بالاتری نیز ندارند، زیرا بازرگانان دانمارکی با آن‌ها به عنوان کارت‌های معمولی Dankort در دانمارک رفتار می‌کنند. دارندگان Dankort-Visa به‌طور معمول قادر به استفاده از این کارت‌ها در سطح جهان هستند، هر جا که ویزا پذیرفته شود و هزینه دریافت کارت ویزا خارجی نیز زیاد نیست، تا جایی که یک تاجر استفاده از کارت ویزا خارجی را قبول نکند.